# Joshua Hicks
Joshua Hicks (* 29. April 1991 in Subiaco City) ist ein australischer Ruderer. Er war Weltmeister 2017 und 2018 sowie Weltmeisterschaftsdritter 2019.

## Sportliche Karriere
Joshua Hicks begann 2004 mit dem Rudersport. Bei den Junioren-Weltmeisterschaften 2009 gewann er mit dem australischen Vierer mit Steuermann die Silbermedaille. 2012 gewann er mit dem Vierer ohne Steuermann ebenfalls Silber, diesmal bei den U23-Weltmeisterschaften. 2014 belegte er mit dem australischen Achter den siebten Platz bei den Weltmeisterschaften in der Erwachsenenklasse. Für die Olympischen Spiele 2016 konnte er sich mit dem australischen Achter als Vierter der Qualifikationsregatta 2016 in Luzern nicht qualifizieren.
In der nacholympischen Saison 2017 ruderte Hargreaves mit dem Vierer ohne Steuermann und mit dem Achter erfolgreich im Ruder-Weltcup. Bei den Weltmeisterschaften in Florida ging der australische Vierer ohne Steuermann mit Joshua Hicks, Spencer Turrin, Jack Hargreaves und Alexander Hill an den Start und gewann die WM-Goldmedaille. 2018 siegte der australische Vierer in der gleichen Besetzung wie im Vorjahr bei den Weltcup-Regatten in Linz und Luzern und auch bei den Weltmeisterschaften in Plowdiw. 2019 trat Hicks bei den Weltmeisterschaften in Linz zusammen mit Sam Hardy im Zweier ohne Steuermann an und gewann die Bronzemedaille hinter den Kroaten und den Neuseeländern. Bei den Olympischen Spielen in Tokio belegten Hicks und Hardy den zehnten Platz.
Nach einem Jahr Pause kehrte Joshua Hicks 2023 im australischen Achter zurück. Bei den Weltmeisterschaften in Belgrad siegte der britische Achter vor den Niederländern, die Australier erruderten die Bronzemedaille. Im Jahr darauf belegte der australische Achter den sechsten Platz bei den Olympischen Spielen in Paris.